# دنیس فیدلر
دنیس فیدلر (انگلیسی: Dennis Fidler; ۲۲ ژوئن ۱۹۳۸ – ۲ ژوئن ۲۰۱۵) بازیکن فوتبال اهل بریتانیا بود.
از باشگاه‌هایی که در آن بازی کرده‌است می‌توان به باشگاه فوتبال دارلینگتون، باشگاه فوتبال مکلسفیلد تاون، باشگاه فوتبال منچستر سیتی، باشگاه فوتبال گریمزبی تاون، باشگاه فوتبال منچستر یونایتد، و باشگاه فوتبال پورت ویل اشاره کرد.